# Torneo WTA de Bogotá
El Torneo de Bogotá (Copa Colsanitas Zurich presentado por Visa por motivos de patrocinio) es un torneo profesional de tenis femenino que hace parte del circuito de la WTA. El torneo se disputa anualmente en Bogotá, Colombia desde 1998. Se juega sobre canchas de tierra batida al aire libre en el Country Club Bogotá, y pertenece a la categoría WTA 250. Este torneo es diferente al Torneo de Bogotá que fue parte del ATP Tour.   

El torneo se ha disputado en otros escenarios como el Club Campestre El Rancho y el Club El Carmel.

## Resultados

### Individual
| 1998 | Paola Suárez                                   | Sonya Jeyaseelan                               | 6-3, 6-4                                       |                                                |                                                |
| 1999 | Fabiola Zuluaga                                | Christina Papadaki                             | 6-1, 6-3                                       |                                                |                                                |
| 2000 | Patricia Wartusch                              | Tathiana Garbin                                | 4-6, 6-1, 6-4                                  |                                                |                                                |
| 2001 | Paola Suárez                                   | Rita Kuti-Kis                                  | 6-2, 6-4                                       |                                                |                                                |
| 2002 | Fabiola Zuluaga                                | Katarina Srebotnik                             | 6-1, 6-4                                       |                                                |                                                |
| 2003 | Fabiola Zuluaga                                | Anabel Medina                                  | 6-3, 6-2                                       |                                                |                                                |
| 2004 | Fabiola Zuluaga                                | María Sánchez Lorenzo                          | 3-6, 6-4, 6-2                                  |                                                |                                                |
| 2005 | Flavia Pennetta                                | Lourdes Domínguez                              | 7-6(4), 6-4                                    |                                                |                                                |
| 2006 | Lourdes Domínguez                              | Flavia Pennetta                                | 7-6(3), 6-4                                    |                                                |                                                |
| 2007 | Roberta Vinci                                  | Tathiana Garbin                                | 6-7(5), 6-4, 0-3, ret.                         |                                                |                                                |
| 2008 | Nuria Llagostera                               | María Emilia Salerni                           | 6-0, 6-4                                       |                                                |                                                |
| 2009 | María José Martínez                            | Gisela Dulko                                   | 6-3, 6-2                                       |                                                |                                                |
| 2010 | Mariana Duque                                  | Angelique Kerber                               | 6-4, 6-3                                       |                                                |                                                |
| 2011 | Lourdes Domínguez                              | Mathilde Johansson                             | 2-6, 6-3, 6-2                                  |                                                |                                                |
| 2012 | Lara Arruabarrena                              | Alexandra Panova                               | 6-2, 7-5                                       |                                                |                                                |
| 2013 | Jelena Janković                                | Paula Ormaechea                                | 6-1, 6-2                                       |                                                |                                                |
| 2014 | Caroline Garcia                                | Jelena Janković                                | 6-3, 6-4                                       |                                                |                                                |
| 2015 | Teliana Pereira                                | Yaroslava Shvédova                             | 7-6(2), 6-1                                    |                                                |                                                |
| 2016 | Irina Falconi                                  | Silvia Soler                                   | 6-2, 2-6, 6-4                                  |                                                |                                                |
| 2017 | Francesca Schiavone                            | Lara Arruabarrena                              | 6-4, 7-5                                       |                                                |                                                |
| 2018 | Anna Schmiedlová                               | Lara Arruabarrena                              | 6-2, 6-4                                       |                                                |                                                |
| 2019 | Amanda Anisimova                               | Astra Sharma                                   | 4-6, 6-4, 6-1                                  |                                                |                                                |
| 2020 | No disputado debido a la Pandemia de COVID-19. | No disputado debido a la Pandemia de COVID-19. | No disputado debido a la Pandemia de COVID-19. | No disputado debido a la Pandemia de COVID-19. | No disputado debido a la Pandemia de COVID-19. |
| 2021 | Camila Osorio                                  | Tamara Zidanšek                                | 5-7, 6-3, 6-4                                  |                                                |                                                |
| 2022 | Tatjana Maria                                  | Laura Pigossi                                  | 6-3, 4-6, 6-2                                  |                                                |                                                |
| 2023 | Tatjana Maria                                  | Peyton Stearns                                 | 6-3, 2-6, 6-4                                  |                                                |                                                |
| 2024 | Camila Osorio                                  | Marie Bouzková                                 | 6-3, 7-6(5)                                    |                                                |                                                |
| 2025 | Camila Osorio                                  | Katarzyna Kawa                                 | 6-3, 6-3                                       |                                                |                                                |

### Dobles
| 1998 | Janette Husárová Paola Suárez                  | Melissa Mazzotta Ekaterina Sysoeva             | 3-6, 6-2, 6-3                                  |                                                |                                                |
| 1999 | Christina Papadaki Seda Noorlander             | Laura Montalvo Paola Suárez                    | 6-4, 7-6(5)                                    |                                                |                                                |
| 2000 | Laura Montalvo Paola Suárez                    | Rita Kuti-Kis Petra Mandula                    | 6-4, 6-2                                       |                                                |                                                |
| 2001 | Tathiana Garbin Janette Husárová               | Laura Montalvo Paola Suárez                    | 6-4, 2-6, 6-4                                  |                                                |                                                |
| 2002 | Virginia Ruano Paola Suárez                    | Tina Križan Katarina Srebotnik                 | 6-2, 6-1                                       |                                                |                                                |
| 2003 | Katarina Srebotnik Åsa Svensson                | Tina Križan Tatiana Perebiyinis                | 6-2, 6-4                                       |                                                |                                                |
| 2004 | Barbara Schwartz Jasmin Woehr                  | Anabel Medina Arantxa Parra                    | 6-1, 6-3                                       |                                                |                                                |
| 2005 | Emmanuelle Gagliardi Tina Pisnik               | Ľubomíra Kurhajcová Barbora Strýcová           | 6-4, 6-3                                       |                                                |                                                |
| 2006 | Gisela Dulko Flavia Pennetta                   | Ágnes Szávay Jasmin Woehr                      | 7-6(1), 6-1                                    |                                                |                                                |
| 2007 | Lourdes Domínguez Paola Suárez                 | Flavia Pennetta Roberta Vinci                  | 1-6, 6-3, [11-9]                               |                                                |                                                |
| 2008 | Iveta Benešová Bethanie Mattek                 | Jelena Kostanić Tošić Martina Müller           | 6-3, 6-3                                       |                                                |                                                |
| 2009 | Nuria Llagostera María José Martínez           | Gisela Dulko Flavia Pennetta                   | 7-5, 3-6, [10-7]                               |                                                |                                                |
| 2010 | Gisela Dulko Edina Gallovits                   | Olga Savchuk Anastasiya Yakimova               | 6-2, 7-6(6)                                    |                                                |                                                |
| 2011 | Edina Gallovits Anabel Medina                  | Sharon Fichman Laura Pous                      | 2-6, 7-6(8), [11-9]                            |                                                |                                                |
| 2012 | Eva Birnerová Alexandra Panova                 | Mandy Minella Stefanie Vögele                  | 6-2, 6-2                                       |                                                |                                                |
| 2013 | Tímea Babos Mandy Minella                      | Eva Birnerová Alexandra Panova                 | 6-4, 6-3                                       |                                                |                                                |
| 2014 | Lara Arruabarrena Caroline Garcia              | Vania King Chanelle Scheepers                  | 7-6(5), 6-4                                    |                                                |                                                |
| 2015 | Paula Cristina Gonçalves Beatriz Haddad Maia   | Irina Falconi Shelby Rogers                    | 6-3, 3-6, [10-6]                               |                                                |                                                |
| 2016 | Lara Arruabarrena Tatjana María                | Gabriela Cé Andrea Gámiz                       | 6-2, 4-6, [10-8]                               |                                                |                                                |
| 2017 | Beatriz Haddad Maia Nadia Podoroska            | Verónica Cepede Royg Magda Linette             | 6-3, 7-6(4)                                    |                                                |                                                |
| 2018 | Dalila Jakupović Irina Khromacheva             | Mariana Duque Nadia Podoroska                  | 6-3, 6-4                                       |                                                |                                                |
| 2019 | Zoe Hives Astra Sharma                         | Hayley Carter Ena Shibahara                    | 6-1, 6-2                                       |                                                |                                                |
| 2020 | No disputado debido a la Pandemia de COVID-19. | No disputado debido a la Pandemia de COVID-19. | No disputado debido a la Pandemia de COVID-19. | No disputado debido a la Pandemia de COVID-19. | No disputado debido a la Pandemia de COVID-19. |
| 2021 | Elixane Lechemia Ingrid Neel                   | Mihaela Buzărnescu Anna-Lena Friedsam          | 6-3, 6-4                                       |                                                |                                                |
| 2022 | Astra Sharma Aldila Sutjiadi                   | Emina Bektas Tara Moore                        | 4-6, 6-4, [11-9]                               |                                                |                                                |
| 2023 | Irina Khromacheva Iryna Shymanovich            | Oksana Kalashnikova Katarzyna Piter            | 6-1, 3-6, [10-6]                               |                                                |                                                |
| 2024 | Cristina Bucșa Kamilla Rakhimova               | Anna Bondár Irina Khromacheva                  | 7-6(5), 3-6, [10-8]                            |                                                |                                                |